# Jessica Drake
Jessica Drake (14 d'octubre de 1974 San Antonio, Texas) és una actriu porno nord-americana, el nom real de la qual és Angela Patrice Heaslet. Ha rodat més de 200 pel·lícules.
Va néixer a Sant Antonio, Texas. És psicòloga graduada de la Universitat de Texas a El Paso. Durant els seus estudis va treballar com a ballarina exòtica en un table dance, on va conèixer a diverses persones relacionades amb el món del porno com el director Michael Raven o l'actriu Sydnee Steele.
Per iniciar la seva carrera, Jessica es trasllada a Los Angeles. Aquí comença fent fotografies per la revista Playboy. El 1999 es produeix la seva estrena davant de la càmera a Pussyman's Decadent Dives 4 actuant en una escena lèsbica. Les seves primeres actuacions van servir perquè la productora Sin City signés amb ella un contracte exclusiu. En finalitzar el contracte, l'actriu va signar amb la productora Wicked Pictures (2002). El 2008 debuta com a directora amb la pel·lícula What Girls Like. Entre l'any 2002 i l'any 2003 va estar casada amb el també actor porno Evan Stone. El 2006 es casaria per segona vegada. Aquesta vegada amb l'actor i director porno Brad Armstrong (antic marit de Jenna Jameson).

## Premis
- 2001 AVN Award Millor Tease Performance[8]
- 2002 Night Moves Magazine's "Editor's Choice" Award Millor Actriu
- 2003 Adult Stars Magazine's "Consumers Choice" Award Millor actriu de repartiment
- 2005 AVN Award Millor escena de sexe oral per 'The Collector'[9]
- 2005 AVN Award Millor actriu per Fluff and Fold[9]
- 2005 XRCO Millor actriu
- 2007 AVN Award Millor actriu per Manhunters[10]
- 2007 AVN Award Millor escena lèsbica per FUCK[10]
- 2009 AVN Award Millor actriu per Fallin[11]
- 2009 AVN Award Millor escena de doble penetració per Fallin al costat d'Eric Masterson i Brad Armstrong[11]